# Luis Sánchez Rangel
Luis Javier Sánchez Rangel es un fiscal venezolano. Trabajó como el fiscal 55º nacional auxiliar del Ministerio Público de Venezuela.

## Carrera
En febrero de 2017, durante la gestión de la fiscal general Luisa Ortega Díaz y junto al fiscal 55º nacional Pedro Lupera, Luis Sánchez acusó al superintendente de ingeniería de instalación del terminal de almacenamiento de crudo del Complejo Petroquímico José Antonio Anzoátegui, Ramón Antonio Castillo Vargas, de estar vinculado del sobreprecio de la compra de monoboyas para la carga de tanqueros petroleros y lo imputó de los delitos de peculado doloso, concierto de funcionario con contratista y asociación para delinquir. Posteriormente, en mayo, acusó al gerente del mejorador de crudo de Petropiar del complejo petroquímico, Francisco Javier Velásquez, y de incurrir en irregularidades al otorgar adjudicaciones directas en la faja petrolífera del Orinoco, imputándole los delitos de "peculado doloso propio, concierto de funcionario con contratista, evasión de procesos licitatorios, uso de documento público falso y asociación para delinquir".

## Detención
El 16 de agosto de 2017 fue detenido por funcionarios Servicio Bolivariano de Inteligencia Nacional (SEBIN). Al comienzo fue trasladado a la sede del SEBIN en Plaza Venezuela y posteriormente recluido en El Helicoide, cuando investigando encontró que el principal sospechoso era el Presidente del Consejo Moral Republicano Tarek William Saab y quien sería nombrado Fiscal General de Venezuela en agosto de ese año, acusando a Sánchez de corrupción propiciando su detención, la investigación por corrupción también se centró en el ex presidente interino Diosdado Cabello, este acusó públicamente a Sánchez de pertenecer a una red de extorción junto a los fiscales Luisa Ortega Diaz y Pedro Lupera que tuvieron que salir del país por las amenazas e intentos de asesinato. 
Su audiencia preliminar fue diferida más de 22 veces hasta finalmente tener lugar el 16 de marzo de 2021.
Para septiembre de 2021, Sánchez no había tenido un juicio en más de cuatro años y permanecía recluido en El Helicoide. En sus conclusiones del mismo mes, la Misión Internacional de determinación de los hechos sobre Venezuela citó su detención en el capítulo sobre independencia judicial como uno de los casos de presiones a jueces y a fiscales en el país. Luis Sánchez fue puesto en libertad en noviembre de 2021. El juicio oral y público concluyó el 28 de septiembre de 2022, momento en el que se le absolvió de todos los delitos a Sánchez Rangel.